# ۵۱۵ (قمری)
۵۱۵ (قمری)، پانصد و پانزدهمین سال در گاهشماری هجری قمری است. اول محرم این سال برابر با بیست و نهم مارس سال ۱۱۲۱ میلادی است.

## وابسته
- خجندیان